# Томажич Іван Петрович
Томажич Іван Петрович (словен. Tomažič Ivan; 17 червня 1919, Прегарє — 22 лютого 2014, Ілірська Бистриця) — словенський римо-католицький священик, капелан, меценат, публіцист і венетолог.

## Життєпис
- У 1926—1931 роках навчався у початковій школі у рідному йому поселенні, потім вчився у гімназії та ліцеї.
- Від 1931—1939 рр. навчався у Фраскаті коло Риму; 1935 р. вступив до чернечого ордену «Синів Непорочного Серця Марії», кларетинців.
- З 1939 до 1944 р. студіював теологію у Сафрі, в Іспанії.
- У 1945—1946 рр. був викладачем в Альмендралею (Іспанія).
- У 1946—1953 рр. був капеланом в римському районі Паріолі.
- У 1954 р. він служив капеланом у лікарні, а також був головою студентського гуртожитку «Коротан» у м. Відні. У м. Відні він згуртував словенську діаспору та надавав їм допомогу, сприяв всебічному прогресові словенців Каринтії[3]. Там же сприяв спорудженню готелю «Коротан» (1964—1966 рр.)[4][5][6] та Блед[3], опікувався спорудженням будинку в Копер (1976 р.). Організував студентство для отримання вищої освіти дома.
- У 1966 р. він почав регулярно публікуватися в газеті «Глас Коротана» (словен. Glas Korotana). Опікувався словенськими науковцями й студентами й надавав стипендії[3].
- З 1985 р. у співпраці з Матеєм Бором і Йожко Шавлієм видав ряд публікацій про венетів.
- У 2003 р. був учасником конгресу «Походження індоєвропейців», сформував «групу Томажіча», котрі постаралася внести ясність у питання походження словенців, що є не тільки патріотичним, а й науковим подвигом[3].
- У 2000—2010 роках отець Іван Томажич активно брав участь у проекті «Коріння словенського народу», був присутній на кожній конференції цього проекту[3].
- 22 лютого 2014 р. він завершив своє земне життя у будинку для осіб похилого віку, що розташований в Ілірській Бистриці (Словенія).

## Праці
- Tomažič Ivan. Razstava: Veneti na Slovenskem, Ptuj, 2001 (словен.)
- Savli Jozko, Veneti: naši davni predniki («Венети: Наші стародавні предки», 1985 р., разом з Matej Bor, Ivan Tomažič), Glas Korotana, 1985, 10, 5-50. (словен.)
- Savli Jozko, Bor Matej, Tomazic Ivan. Veneti. First Builders of European Community. Tracing the History and Language of Early Ancestors of Slovenes, Wien, 1996 (англ.)
- Savli Jozko, Matej Bor, Unsere Vorfahren — die Veneter. Hrsg. von Ivan Tomažič. Wien 1988, ISBN 3-85013-110-6 (нім.)
- Матей Бор, Томажич И. П., «Венеты и этруски. У истоков европейской цивилизации». Избранные труды, г. СПб.: изд. «Алетейя», 2008 г., — 688 с. ISBN 978-5-91419-088-7 (рос.)